# Verenigd Koninkrijk van Groot-Brittannië en Ierland
Het Verenigd Koninkrijk van Groot-Brittannië en Ierland was een staat in West-Europa van 1801 tot 1927. De staat was de opvolger van het Koninkrijk Groot-Brittannië en de voorloper van het huidige Verenigd Koninkrijk van Groot-Brittannië en Noord-Ierland.

## Geschiedenis
Het Koninkrijk Ierland werd al sinds 1541 in personele unie door de Engelse koningen geregeerd. De arme, voornamelijk rooms-katholieke bevolking van Ierland werd bestuurd door een kleine protestantse, Iers-Engelse elite. Na de bloedige Ierse opstand van 1798 besloot de Britse regering om Ierland bij het Verenigd Koninkrijk te voegen, om zo de Ierse bevolking een eerlijkere vertegenwoordiging in de regering te geven en verdere onrust te voorkomen. In 1800 stemde zowel het Britse als het Ierse parlement voor een Act of Union, die echter pas in 1801 intrad.
In de periode 1801-1837 was het koninkrijk in personele unie verbonden met het keurvorstendom en latere Koninkrijk Hannover, waarnaar tot 1901 ook de naam van het koningshuis Hannover verwees.
Vanaf de jaren 1880 probeerden de Ieren grotere autonomie (Home Rule) te verkrijgen binnen het Verenigd Koninkrijk, maar deze pogingen werden keer op keer gefrustreerd door tegenstand van de Conservative Party. Pas in 1914 werd eindelijk een wet voor Home Rule aangenomen, maar de inwerkstelling werd uitgesteld tot na de Eerste Wereldoorlog. In 1916 brak een nieuwe opstand uit in Ierland, de Paasopstand, en in 1919 besloten parlementsleden van de nieuwe Ierse partij Sinn Féin om een onafhankelijk Iers parlement en onafhankelijke Ierse regering in Dublin op te zetten. Datzelfde jaar brak een drie jaar durende Ierse Onafhankelijkheidsoorlog uit.
Op 2 december 1922 werd een vredesverdrag getekend waarbij de 26 Zuid-Ierse counties het Verenigd Koninkrijk verlieten om de Ierse Vrijstaat te vormen, een autonome staat binnen het Britse Rijk, met de Britse koning als staatshoofd. De zes noordelijke counties bleven in het Verenigd Koninkrijk onder de naam Noord-Ierland.
De naam Verenigd Koninkrijk van Groot-Brittannië en Ierland bleef in gebruik tot 1927, toen de naam veranderd werd in het huidige Verenigd Koninkrijk van Groot-Brittannië en Noord-Ierland.

## Vlag
De Britse vlag (de King's Colours) werd alleen op zee al sinds 1606 gebruikt en bestond uit het rode Sint-Joriskruis van de vlag van Engeland boven op het diagonale Andreaskruis van de vlag van Schotland. De vlag van Wales werd niet opgenomen in de King's Colours of in de latere Union Flag, aangezien Wales al in 1282 door Engeland was geannexeerd.
Na de unie van Groot-Brittannië en Ierland in 1801 werd het rode diagonale kruis van Patricius (Saint Patrick), de beschermheilige van Ierland, aan de Britse vlag toegevoegd. Na 1922, toen de Zuid-Ierse counties zich afsplitsten van het Verenigd Koninkrijk, bleef de vlag onveranderd.
De Union Flag was een vlag die geassocieerd werd met het Britse koningshuis, en was in feite geen nationale vlag. Pas in 1908 werd besloten dat de vlag als de nationale vlag van het Verenigd Koninkrijk beschouwd zou worden.

## Monarchen
- George III (1801–1820)
- George IV (1820–1830)
- Willem IV (1830–1837)
- Victoria (1837–1901)
- Eduard VII (1901–1910)
- George V (1910–1922) (titel gebruikt tot 1927)